# Agnes Knochenhauer
Agnes Knochenhauer (Estocolmo, 5 de mayo de 1989) es una deportista sueca que compite en curling.
Participó en tres Juegos Olímpicos de Invierno, obteniendo en total tres medallas, plata en Sochi 2014, oro en Pyeongchang 2018 y bronce en Pekín 2022.
Ganó tres medallas en el Campeonato Mundial de Curling entre los años 2013 y 2019, y nueve medallas en el Campeonato Europeo de Curling entre los años 2010 y 2024.

## Palmarés internacional
| Juegos Olímpicos   | Juegos Olímpicos            | Juegos Olímpicos  | Juegos Olímpicos |
| Año                | Lugar                       | Medalla           | Prueba           |
| ------------------ | --------------------------- | ----------------- | ---------------- |
| 2014               | Sochi (Rusia)               | Medalla de plata  | Equipo           |
| 2018               | Pyeongchang (Corea del Sur) | Medalla de oro    | Equipo           |
| 2022               | Pekín (China)               | Medalla de bronce | Equipo           |
| Campeonato Mundial |                             |                   |                  |
| Año                | Lugar                       | Medalla           | Prueba           |
| 2013               | Riga (Letonia)              | Medalla de plata  | Equipo           |
| 2018               | North Bay (Canadá)          | Medalla de plata  | Equipo           |
| 2019               | Silkeborg (Dinamarca)       | Medalla de plata  | Equipo           |
| Campeonato Europeo |                             |                   |                  |
| Año                | Lugar                       | Medalla           | Prueba           |
| 2010               | Champéry (Suiza)            | Medalla de oro    | Equipo           |
| 2012               | Karlstad (Suecia)           | Medalla de bronce | Equipo           |
| 2013               | Stavanger (Noruega)         | Medalla de oro    | Equipo           |
| 2016               | Renfrew (Reino Unido)       | Medalla de plata  | Equipo           |
| 2017               | San Galo (Suiza)            | Medalla de plata  | Equipo           |
| 2018               | Tallin (Estonia)            | Medalla de oro    | Equipo           |
| 2019               | Helsingborg (Suecia)        | Medalla de oro    | Equipo           |
| 2021               | Lillehammer (Noruega)       | Medalla de plata  | Equipo           |
| 2024               | Lohja (Finlandia)           | Medalla de plata  | Equipo           |